# Robbie D'Haese
Robbie D'Haese (25 febbraio 1999) è un calciatore belga, centrocampista del Diksmuide.

## Caratteristiche tecniche
È un esterno sinistro.

## Carriera
Cresciuto nel settore giovanile dell'Ostenda, ha esordito in prima squadra il 18 aprile 2018 disputando l'incontro di Pro League pareggiato 2-2 contro il Lokeren.

## Statistiche
Statistiche aggiornate al 18 agosto 2019.

### Presenze e reti nei club
| Stagione        | Squadra         | Campionato      | Campionato | Campionato | Coppe nazionali | Coppe nazionali | Coppe nazionali | Coppe continentali | Coppe continentali | Coppe continentali | Altre coppe | Altre coppe | Altre coppe | Totale | Totale | Totale |
| Stagione        | Squadra         | Comp            | Pres       | Reti       | Comp            | Pres            | Reti            | Comp               | Pres               | Reti               | Comp        | Pres        | Reti        | Pres   | Reti   |        |
| --------------- | --------------- | --------------- | ---------- | ---------- | --------------- | --------------- | --------------- | ------------------ | ------------------ | ------------------ | ----------- | ----------- | ----------- | ------ | ------ | ------ |
| 2017-2018       | Ostenda         | D1              | 0+7        | 0          | CB              | 0               | 0               | UEL                | 0                  | 0                  |             | -           | -           | 7      | 0      |        |
| 2018-2019       | Ostenda         | D1              | 6+3        | 1+1        | CB              | 0               | 0               |                    | -                  | -                  |             | -           | -           | 9      | 2      |        |
| 2019-2020       | Ostenda         | D1              | 7          | 0          | CB              | 1               | 0               |                    | -                  | -                  |             | -           | -           | 8      | 0      |        |
| Totale carriera | Totale carriera | Totale carriera | 23         | 2          |                 | 1               | 0               |                    | 0                  | 0                  |             | -           | -           | 24     | 2      |        |